# Kapitaalrekening
In de macro-economie en de internationale financiën is de kapitaalrekening (ook wel bekend als de financiële rekening) een van de twee primaire componenten van de betalingsbalans. De andere component is de lopende rekening. 
Terwijl de lopende rekening het netto-inkomen van een bepaald land weerspiegelt, weerspiegelt de kapitaalrekening de netto verandering in het nationale vermogen van een land. 
Op de kapitaalrekening worden investeringen van het bedrijfsleven in het buitenland of van buitenlandse ondernemingen in het binnenland zichtbaar. Het kan hierbij gaan om investeringen in nieuwe productie installaties maar ook overnames van bedrijven. Geldstromen met betrekking tot het effectenverkeer, zoals aandelen en obligaties, worden hieronder ook opgenomen. Er is verder nog een rest post met andere vergelijkbare geldstromen die niet onder de eerste twee genoemde  onderdelen vallen. Veranderingen in de officiële reserves van een land worden ook in de kapitaalrekening verwerkt. 
Een overschot op de kapitaalrekening betekent dat er geld het land binnenstroomt, maar in tegenstelling tot wat het geval is bij een overschot op de lopende rekening zullen de inkomende stromen geld gecompenseerd moeten worden door leningen van buitenlanders of verkoop van activa, die ingezetenen van het land in het buitenlandse bezitten. Een tekort op de kapitaalrekening betekent dat er geld het land uitstroomt, maar houdt ook in dat het land zijn vorderingen in buitenlandse activa verhoogt.
De term kapitaalrekening wordt in een minder ruime betekenisopvatting van het woord gebruikt door het Internationaal Monetair Fonds (IMF) en gerelateerde instellingen. Het IMF splitst wat de rest van de wereld de kapitaalrekening noemt in twee onderverdelingen: financiële rekening en kapitaalrekening, waarbij veruit het grootste deel van de transacties in de financiële rekening wordt ondergebracht.